# Anthony Geslin
Anthony Geslin (Alençon, 9 juni 1980) is een voormalig Frans wielrenner, beroeps van 2000 tot 2015. In 2009 won hij de Brabantse Pijl. 

## Carrière
Als junior werd Geslin in 1997 en 1998 Frans nationaal kampioen tijdrijden. In 2002 kreeg hij een vast contract bij Bonjour, het huidige TotalEnergies. In 2009 is hij overgestapt naar FDJ.
Op 25 september 2005 werd hij derde op het Wereldkampioenschap op de weg in Madrid na Tom Boonen en Alejandro Valverde.
Zowel in 2006 als in 2007 brak hij een sleutelbeen.

## Belangrijkste overwinningen
2004
- Route Adélie de Vitré

2005
- 3e etappe Circuit de Lorraine

2006
- Parijs-Camembert

2007
- Klimmerstrofee

2008
- Tour du Doubs

2009
- Brabantse Pijl

## Resultaten in voornaamste wedstrijden
| Jaar | Ronde van Italië | Ronde van Frankrijk | Ronde van Spanje |
| ---- | ---------------- | ------------------- | ---------------- |
| 2002 |                  |                     |                  |
| 2003 |                  | 114e                |                  |
| 2004 |                  |                     |                  |
| 2005 |                  | 97e                 | buiten tijd      |
| 2006 |                  | 87e                 | buiten tijd      |
| 2007 |                  | 98e                 |                  |
| 2008 |                  |                     | buiten tijd      |
| 2009 |                  | 119e                |                  |
| 2010 |                  | 145e                |                  |
| 2011 |                  |                     |                  |
| 2012 |                  |                     |                  |
| 2013 |                  |                     |                  |
| 2014 |                  |                     |                  |
| 2015 |                  |                     |                  |

| Jaar | Milaan-San Remo | Gent-Wevelgem | Ronde van Vlaanderen | Parijs-Roubaix | Amstel Gold Race | Luik-Bast.‑Luik | Ronde van Lombardije | Parijs-Tours | Brabantse Pijl |  | WK op de weg |  | Wereldranglijsten |
| ---- | --------------- | ------------- | -------------------- | -------------- | ---------------- | --------------- | -------------------- | ------------ | -------------- |  | ------------ |  | ----------------- |
| 2002 |                 | 56e           |                      | opgave         |                  |                 |                      | 53e          |                |  |              |  |                   |
| 2003 |                 |               |                      | opgave         | opgave           |                 |                      | opgave       |                |  |              |  |                   |
| 2004 | 42e             |               |                      | opgave         |                  |                 |                      | 18e          | 37e            |  |              |  |                   |
| 2005 | 23e             |               | 40e                  | opgave         | 116e             |                 | opgave               | 18e          |                |  | ↑            |  | 62e (UPT)         |
| 2006 | 29e             | 45e           | 18e                  | 21e            |                  |                 |                      | 12e          |                |  | 24e          |  |                   |
| 2007 | 120e            | 82e           | 34e                  |                | 111e             |                 |                      | 68e          | 36e            |  |              |  |                   |
| 2008 | 6e              | 104e          | opgave               |                | 97e              |                 |                      | 20e          | 11e            |  |              |  |                   |
| 2009 | 27e             | opgave        | 36e                  |                |                  |                 |                      | 69e          | ↑              |  |              |  |                   |
| 2010 | 12e             | 93e           |                      |                |                  |                 |                      | 105e         |                |  | 83e          |  |                   |
| 2011 |                 | 17e           | opgave               |                |                  | opgave          |                      | 47e          | ↑              |  |              |  |                   |
| 2012 | 27e             | 50e           | opgave               |                |                  |                 |                      |              |                |  |              |  |                   |
| 2013 |                 | 46e           |                      |                |                  |                 |                      | 57e          |                |  |              |  |                   |
| 2014 |                 | opgave        |                      |                |                  |                 |                      | 89e          |                |  |              |  |                   |
| 2015 |                 |               |                      |                |                  |                 |                      |              |                |  |              |  |                   |

## Ploegen
- 2000- Bonjour (stagiair)
- 2001- Bonjour (stagiair)
- 2002- Bonjour
- 2003- Brioches La Boulangère
- 2004- Brioches La Boulangère
- 2005- Bouygues Télécom
- 2006- Bouygues Télécom
- 2007- Bouygues Télécom
- 2008- Bouygues Télécom
- 2009- Française des Jeux
- 2010- Française des Jeux
- 2011- FDJ
- 2012- FDJ-BigMat
- 2013- FDJ
- 2014- FDJ.fr
- 2015- FDJ